# Phyllonorycter mariaeella
Phyllonorycter mariaeella là một loài bướm đêm thuộc họ Gracillariidae. Nó được tìm thấy ở Canada (Québec và Ontario) và Hoa Kỳ (Missouri và Michigan).
Sải cánh dài 8-8.5 mm.
Ấu trùng ăn Symphoricarpos species, bao gồm Symphoricarpos orbiculatus, Symphoricarpos symphoricarpos và Symphoricarpos vulgaris. Chúng ăn lá nơi chúng làm tổ.